# Jan Phyl Village
Jan Phyl Village es un lugar designado por el censo ubicado en el condado de Polk en el estado estadounidense de Florida. En el Censo de 2010 tenía una población de 5.573 habitantes y una densidad poblacional de 455,98 personas por km².

## Geografía
Jan Phyl Village se encuentra ubicado en las coordenadas 28°0′57″N 81°47′37″O / 28.01583, -81.79361. Según la Oficina del Censo de los Estados Unidos, Jan Phyl Village tiene una superficie total de 12.22 km², de la cual 11.85 km² corresponden a tierra firme y (3.05%) 0.37 km² es agua.

## Demografía
Según el censo de 2010, había 5.573 personas residiendo en Jan Phyl Village. La densidad de población era de 455,98 hab./km². De los 5.573 habitantes, Jan Phyl Village estaba compuesto por el 72.13% blancos, el 18.46% eran afroamericanos, el 0.43% eran amerindios, el 1.22% eran asiáticos, el 0.04% eran isleños del Pacífico, el 5.06% eran de otras razas y el 2.66% pertenecían a dos o más razas. Del total de la población el 16.17% eran hispanos o latinos de cualquier raza.